# 경녕
경녕(竟寧)은 중국 전한(前漢) 원제(元帝)의 네 번째 연호이다. 기원전 33년 한 해 동안 사용하였다. 흉노(匈奴)의 선우(單于) 호한야(呼韓邪)가 한나라에 항복한 것을 축하하기 위해 개원하였다. 경녕은 변경(竟)의 안녕(寧)이라는 의미이다. 6월에 원제가 붕어하자 뒤를 이어 즉위한 성제(成帝)가 남은 6개월 동안 이어서 사용하였으며 기원전 32년에 개원(改元)하였다.

## 연대대조표
| 경녕                | 원년        |
| 서력                | 기원전 33년 |
| 육십간지 (六十干支) | 무자(戊子)  |

## 같이 보기
- 중국의 연호

| 이전 연호 건소(建昭) | 중국의 연호 전한(前漢) | 다음 연호 건시(建始) |